# Anthurium hamiltonii
Anthurium hamiltonii là một loài thực vật có hoa trong họ Ráy (Araceae). Loài này được Croat & Lingán mô tả khoa học đầu tiên năm 2005.